# Соколов, Борис Матвеевич
Борис Матвеевич Соколов (7 апреля 1889, Нежин, Черниговская губерния — 30 июля 1930, Москва) — русский и советский литературовед, фольклорист, этнограф, музеевед.

## Биография
Родился 7 апреля (19 апреля по новому стилю) 1889 года в Нежине Черниговской губернии в семье профессора русской словесности Нежинского историко-филологического института им. князя А. А. Безбородко — М. И. Соколова, брата-близнеца Ю. М. Соколова.
Обучался в 10-й Московской мужской гимназии. В 1906 году вместе с братом поступил на историко-филологический факультет Московского университета. Уже во время учёбы, в 1908—1909 годах, также вместе с братом был командирован в Белозерский и Кирилловский уезды Новгородской губернии для сбора фольклорно-этнографического материала. После окончания университета в 1911 году, Борис Соколов был оставлен при факультете для подготовки к магистерским экзаменам и диссертации. Одновременно он начал преподавательскую деятельность в Московском учительском институте (в 1911—1919 годах), Женском Николаевском институте и частной гимназии О. Ф. Протопоповой (в 1913—1917 годах), Нижегородском народном университете (в 1916—1918 годах), на Московских высших женских курсах (в 1916—1919 годах). В это же время сотрудничал с Московским главным архивом Министерства иностранных дел и Историческим музеем. В 1918—1919 годах заведовал русским отделом этнографического отделения Румянцевского музея.
После сдачи в 1918 году магистерских экзаменов на тему «О взаимоотношении германского эпоса с русским: (Германские сказания о Зигфриде Сигурде и русские сказания о женитьбе кн. Владимира)», Борис Соколов стал приват-доцентом Московского университета и профессором Костромского университета, где периодически работал. В конце 1919 он был арестован и отправлен в Бутырскую тюрьму, откуда выпущен через два месяца без предъявления обвинения. После этого находился в Саратове. В 1919 году был избран профессором кафедры русской литературы Саратовского университета, с 1922 по 1924 годы работал деканом его педагогического факультета. В 1920 году Соколов на базе этнографического отдела университета организовал Этнографический музей Саратовского края. Также занимался в Саратове и общественной деятельностью — участвовал в борьбе с голодом в Саратовском Поволжье, состоя в комиссии при Саратовском губисполкоме.
В январе 1924 года Соколов уехал из Саратова — он был назначен директором нового Центрального музея народоведения в Москве. Для изучения зарубежного опыта по организации этнографических музеев в 1928 году был командирован Главнаукой в северные страны Европы — Финляндию, Швецию, Норвегию, Данию. Преподавал в Московском университете. Б. М. Соколов был действительным членом Государственной академии художественных наук (с 1924 года), сотрудником НИИ языков и литературы Российской ассоциации научно-исследовательских институтов общественных наук (РАНИОН). В 1926—1928 годах состоялась экспедиция братьев Соколовых в Карелию, с целью пройти по следам известных собирателей эпической поэзии — П. Н. Рыбникова и А. Ф. Гильфердинга. Последние годы жизни Соколов являлся членом Государственного учёного совета.
Жил Б. М. Соколов на Большой Якиманке, 17; после возвращения из Саратова — в здании «Мамоновой дачи». Умер 30 июля 1930 года в Москве от болезни почек. Был похоронен на Пятницком кладбище, позже его прах перенесен на Новодевичье кладбище (участок №2, ряд 28, место 14).

## Архив
Обширный фонд Б. М. Соколова и его брата Ю. М. Соколова хранится в Российском государственном архиве литературы и искусства. Он насчитывает 3734 единицы хранения за 1780—1940 гг. Среди них рукописи, письма, деловая и личная документация, статьи и исследования по вопросам фольклора, этнографии и литературы, а также отчёты экспедиций по сбору фольклора и фольклорные материалы Енисейской, Казанской, Новгородской, Орловской, Пермской, Полтавской, Псковской, Рязанской и др. губерний и областей.